# Ледниковый ветер
Леднико́вый ве́тер — катабатический ветер, дующий вниз по течению ледника.
Не имеет суточной периодичности, так как температура поверхности ледника круглые сутки производит на воздух охлаждающее действие. Надо льдом господствует инверсия температуры, и холодный воздух стекает вниз. Над некоторыми ледниками Кавказа скорость ледникового ветра составляет 3–7 м/с. Вертикальная мощность потока ледникового ветра — порядка нескольких десятков, в особых случаях сотен метров. Явление ледниковых ветров в громадных размерах представлено ледяными плато Антарктиды.

## Стоковые ветры
Над центральной поверхностью ледяного покрова Антарктиды формируется очень холодная толща воздуха, которая растекается во все стороны по склонам ледникового покрова, образуя так называемые сто́ковые ве́тры (чаще всего юго-восточные) — перенос выхоложенного воздуха по наклону местности в сторону океана. На этот перенос влияет наряду с барическим градиентом сила тяжести, поэтому по мере приближения перемещающихся масс воздуха к береговой линии в нижних 100–200 м могут развиваться очень большие скорости ветра, до 20 м/с (а иногда и сверх того), с резко выраженной порывистостью. Вместе с сильными ветрами, вызываемыми постоянным прохождением глубоких циклонов вокруг материка Антарктиды, стоковые ветры делают многие районы побережья Антарктиды самыми ветреными местами на земном шаре.